# Зелена (Дністровський район)
Зеле́на (в минулому — Comuna Zelena, 1942-1944 Comuna Elena) — село у Лівинецькій сільській громаді Дністровського району Чернівецької області України.
У селі діє пункт контролю через державний кордон з Молдовою Зелена—Медвежа.

## Географія
Через село тече річка Зелена, ліва притока Пруту. Відстань до райцентру становить близько 22 км і проходить автошляхом Т 2613, який переходить у Р63.

## Історія
Засноване 2 квітня 1605 року в Хотинському повіті, Князівства Молдова
В 1711 по 1812 Хотинський повіт був окупований Османською імперією і переведений під безпосередній контроль Стамбула.
Після Російсько-Турецької війни 1806-1812 років за мирною угодою в Бухаресті, Князівство Молдова було розділено на 2 частини та її східна частина (Бессарабія) ввійшла до складу Російської Імперії.
За даними на 1859 рік у власницькому селі Хотинського повіту Бессарабської губернії, мешкало 136 осіб (71 чоловічої статі та 65 — жіночої), налічувалось 70 дворових господарств
Станом на 1886 рік у власницькому селі Липканської волості, мешкало 385 осіб, налічувалось 195 дворових господарств, існувала православна церква.
Під час Революції в Росії на території Бессарабської губернії було проголошено Молдавську Демократичну Республіку. Задля безпеки новоутвореної держави, Парламент республіки Сфатул Церій звернувся до Уряду Румунії для допомоги. Після цього румунські війська були введені на територію МДР для забезпечення безпеки і порядку.
Розуміючи наближення більшовиків, задля збереження свободи і безпеки населення Бессарабії, Сфатул Церій проголосував за входження республіки до складу Королівства Румунія на правах автономії.
27 березня 1918 року Сфатул Церій проголосував відкритим поіменним голосуванням на користь союзу з Румунією, декларацією, в якій зазначається, що: «Молдавська Демократична Республіка (Бессарабія), в її кордонах між Прутом, Дністром, Чорним морем і старими кордонами з Австрією, вирваною Росією сто і більше років тому з тіла старої Молдови за принципами історичного права і права нації, засноване на принципі, що народ сам повинен вирішувати свою власну долю, відтепер і назавжди ЄДНАЄТЬСЯ ЗІ СВОЄЮ МАТІР'Ю, РУМУНІЄЮ». Проголошення унії закінчувалося словами: «Хай живе союз Бессарабії з Румунією на віки вічні!».
Село було засноване в складі Князівства Молдова, та впродовж своєї історії входило до складу наступних держав:
1605 рік заснування-1711 - Князівство Молдова
1711-1812 - Санджак Османської Імперії
1812-1916 - Російська Імперія
1917-1917 - Російська Республіка
1917-1918 - Молдавська Демократична Республіка 
1918-1940 - Королівство Румунія
1940-1941 - СРСР
1941-1944 - Королівство Румунія
1944-1991 - СРСР
1991-теперішній час - В складі України

## Населення
Згідно з переписом УРСР 1989 року чисельність наявного населення села становила 2228 осіб, з яких 1000 чоловіків та 1228 жінок.
За переписом населення України 2001 року в селі мешкало 1975 осіб.

### Мова
Розподіл населення за рідною мовою за даними перепису 2001 року:
| Мова       | Відсоток |
| ---------- | -------- |
| українська | 98,99 %  |
| російська  | 0,66 %   |
| молдовська | 0,35 %   |

## Легенда рідного краю
У міжріччі Дністра і Прута розкинулося старовинне село Зелена. Славиться воно рясними садами, високими врожаями та працьовитими і гостинними людьми.
Розповідають, що колись давним-давно навколо шуміли похмурі ліси. Тільки гам, де зараз село, була безлісна долина. Срібним ремінцем переперізував її співучий струмок. А вздовж струмка тягнувся шлях, яким їздили чумаки за крамом до моря.
Відомо: чумакування було промислом тяжким і небезпечним через хвороби, війни, безхліб'я і безводдя у дорозі. Тому чумаки, як до рідного дому, завертали по дорозі на долину, де на зеленій траві у затишку можна було спочити, попасти і напоїти воли, запастись пахучим сіном, а у навколишніх лісах самим добре поживитись дичиною, ягодами, грибами...
Довго гомонів чумацький шлях її доброю славою. Облюбував собі це місце один чумак — наймит, якого тяжкі злидні змушували заробляти гроші, ходячи з господарськими валками, і поселився тут. Незабаром до нього приєдналися інші.
Перші поселенці заслужено пишалися своєю зеленою долиною і з гордістю говорили про неї коротко: «Наша зелена». Ця горда і коротка назва закріпилась навічно в майбутньому і за селом, яке виникло тут.

## Освіта
Першу школу в селі було відкрито у 1898 р. Школа була дерев'яною, мала дві класні кімнати і конурку для вчителя Дмитра Васильовича Горбицького. Школу відвідувало 8 учнів. Пізніше було відкрито другу школу у Ковиковій хаті (так називали чоловіка, який раніше тут проживав) директором якої був Лисий О. Ф. У «Часописі» за 1907 р. випуску 5, було записано, що у церковно-приходській школі Кишла-Зеленої навчалося 163 дитини від 8 до 11 років і був один учитель. Тому біля Ковикової школи було побудовано дерев'яну школу. У 1912—1914 рр. у селі було ще відкрито три школи.
У 1918 р. в село вступили румуни. Почалася румунізація навчання в школі, спів у церкві, на вулиці, скрізь вимагали говорити тільки румунською. Дітей били за найменшу провину, били по руках і долонях аж до крові. Та діти продовжували освоювати знання, вчитися грамоти.
У 1933 р. примарія ухвалила рішення про будівництво нової школи у центрі села, біля церкви. Камінь возили з Китросів і Перківців, дерево для вікон і дверей з Липкан і Кривої. Саман робили у двох великих ямах біля місця де мали будувати школу. Будували її будівельники з Хотина, а односельчани їм допомагали. За кілька місяців підняли стіни і покрили «драницею». Керував будівництвом школи примар Балацький Г. В. та директор Лисий О. Ф. вчителями були дружина дяка Бріцка Євгенія та дружина директора Лиса Віра Петрівна. До 4 класу навчання було безкоштовним, а від четвертого до сьомого — платним. Крім навчання займалися художньою самодіяльностю. Щороку 10 травня школярі йшли в ліс і виступали з концертною програмою. Всі були одягнені у вишиті сорочки, тобто в український одяг. Школа славилася запальними танцями та хором — яким керував Михайлов Василь
З 1944 р. школа стала семирічною і перший випуск семирічки був у 1950 р. — 14 учнів. Перший випуск десятирічки — у 1955, — 28 учнів. Класним керівником була Шамрай Т. Т.
Директором школи з 1952 по 1963 роки був Уколов М. В. Саме він випускав перший випуск середньої школи. Саме він мріяв побудувати ще одну школу, але встиг закласти тільки фундамент. Пізніше на ньому звели шкільну майстерню. Завдяки Микиті Васильовичу в селі було побудовано першу електропідстанцію. Так у 1956 р. у селі засвітилася перша електрична лампочка.
Школа, у якій зараз проводиться навчання, на 426 місць була побудована в 1969 році.